# Alice Saunier-Seité
Alice Saunier-Seïté fue una profesora universitaria y política francesa, nacida el 26 de abril de 1925 en Saint-Jean-le-Centenier (Ardèche y fallecida el 4 de agosto de 2003 en París.

## Biografía
Durante el transcurso de carrera universitaria, fue elegida en Francia como la primera mujer Decana de la Facultad de Letras y Ciencias Sociales en la Universidad de Bretaña Sur, antes de ser Rectora de la Academia de Reims, y luego profesora en el Conservatoire National des Arts et Métiers.
En 1979, durante el transcurso de su mandato en el Ministerio de Enseñanza Superior e Investigación, asumió la responsabilidad de demoler los edificios recientemente construidos de la Universidad de Paris 8, la cual fue reconstruida 15 km más lejos, en Saint-Denis, donde se encuentra todavía en la actualidad. La prensa satírica de Le Canard enchaîné tituló : « Alice ha perdido sus facultades » y el comentario poco ameno de la ministra fue publicado en todos lados : 

¿De qué se quejan? Sus nuevos edificios se ubicarán entre la calle de Liberté, la Rue Lénine y la Avenida de Stalingrado, están entre los comunistas.

## Carrera universitaria
- Doctora en Letras y Diplomada por el Institut National des Langues et Civilisations Orientales
- Investigadora en el Centro Nacional para la Investigación Científica de Francia (1958-1963)
- Profesora conferenciante en Geografía (1963)
- Profesora en la Facultad de Letras de la Universidad de Rennes (1965-1969)
- Decana de la Facultad de Letras y Ciencias Sociales en la universidad de Brest (1968-1969). Primera mujer Decana en una facultad francesa
- Profesora en la Universidad de París V Descartes (1969-1970)
- Directora del IUT de Sceaux (Altos del Sena) (1970-1973)
- Rectora de la Académie de Reims desde 1973 hasta 1976. Primera mujer Rectora.
- Profesora del púlpito de organización geográfica del espacio en el Conservatoire National des Arts et Métiers. Primera mujer elegida Presidenta del espacio en el Conservatorio Nacional de Artes y Oficios. Primera mujer elegida para un púlpito en el CNAM .

## Carrera política
- Secretaria de Estado en las Universidades durante el Gobierno de Jacques Chirac (1) desde el 12 de enero hasta el 27 de agosto de 1976, y luego durante el Gobierno de Raymond Barre (1) desde el 29 de agosto de 1976 hasta el 29 de marzo de 1977
- Ministra de las Universidades durante el Gobierno de Raymond Barre (2) desde el 29 de marzo de 1977 hasta el 31 de marzo de 1978 y durante el Gobierno de Raymond Barre (3) desde el 31 de marzo de 1978 hasta el 22 de mayo de 198
- Ministra delegada de la Familia desde el 4 de marzo de 1981 hasta el 22 de mayo de 1981 durante el Gobierno de Raymond Barre (3)
- Teniente de Alcalde de Manso (Alta Córcega) (1977-1983)
- Consejera de París (1983-2001) (Primera consejera de París electa en el Instituto de Francia)
- Teniente de Alcalde del VI Distrito de París
- Presidenta nacional del movimiento de consejeros locales (1990-1998)
- Miembro de la Académie des sciences morales et politiques (1995) en la sección general, dans la section générale, en la silla vacante por el fallecimiento de Bernard Chenot

## Obra
- 1963 - Los valles septentrionales del macizo Ötzal. (Les Vallées septentrionales du massif Oetztal) (bajo el nombre de Alice Picard).
- 1965 - Contribución al estudio del fohen del sur de Innsbruck. (Contribution à l'étude du Suedfoehn d'Innsbruck) (bajo el nombre de Alice Picard).
- 1980 - La cuenta Boissy d'Anglas. Convencional e igual de Francia. (Le comte Boissy d'Anglas. Conventionnel et pair de France), France Univers, 359 p.
- 1982 - En primera línea. De la comunitaria a las universidades. (En première ligne. De la communale aux universités), Plon, 188 p.
- 1984 - Poner al Estado en su lugar. (Remettre l'État à sa place) (Bajo la dirección de Alice Saunier-Seïté), Plon / Le club Figaro Magazine, 187 p.
- 1985 - Una Europa a la carta. (Une Europe à la carte) (Bajo la dirección de Alice Saunier-Seïté), Plon / Le club Figaro Magazine, 193 p.
- 1998 - El Cardenal de Tournon, el Richelieu de François I. (Le Cardinal de Tournon, le Richelieu de François I.er). La Voute, Les Deux Mondes, 1998, 159 p.
- 1998 - Los Courtenay. Destino de una ilustre familia borgoña. (Les Courtenay. Destin d'une illustre famille bourguignonne), France Empire, 1998, 252 p.
- 1999 - Diccionario de los monumentos de Isla de Francia. (Dictionnaire des monuments d'Île-de-France) (en colaboración).
- 2000 - Giscard a dos voces. (Giscard à deux voix), Perrin.

## Condecoraciones
- Legión de Honor
- Gran Oficial de la Orden Nacional del Mérito
- Comandante de las Palmas Académicas
- Comandante de la Orden de las Artes y de las Letras